# Västmanlands runinskrifter 15
Västmanlands runinskrifter 15 är en vikingatida runsten av granit i Målhammar, Björksta socken och Västerås kommun. Runstenen är 2,85 meter hög och 1,5 meter bred. Stenen står inte på sin ursprungliga plats utan ska ha flyttats dit från Lilla Kyringe bytomt omkring år 1860. Stenen är ristad på två sidor och har en runhöjd på mellan 7 och 10 cm.
Ristningen är utförd av runristaren Balle och det är ett av hans mest kända verk.

## Inskriften

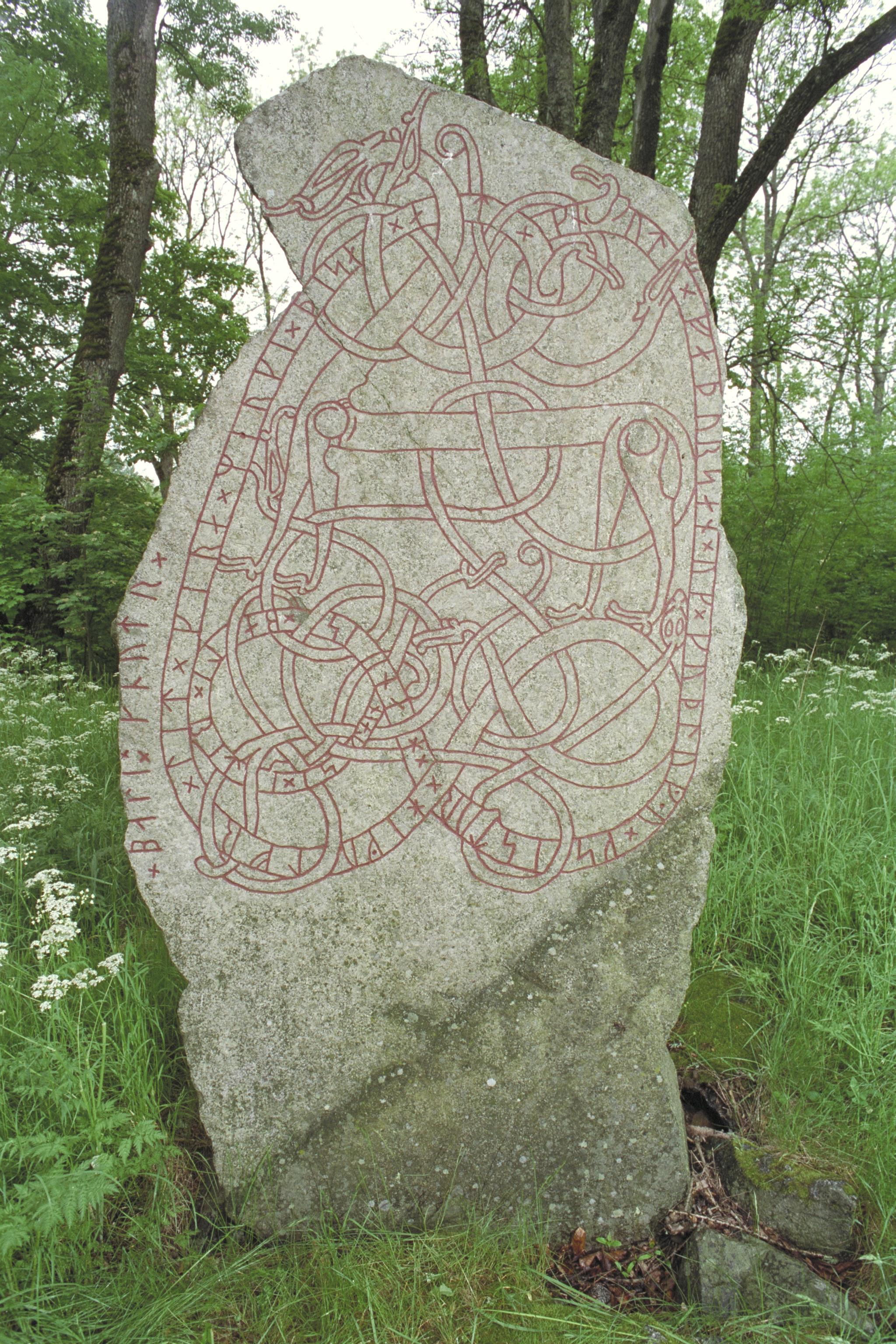
Vs 15, sida A
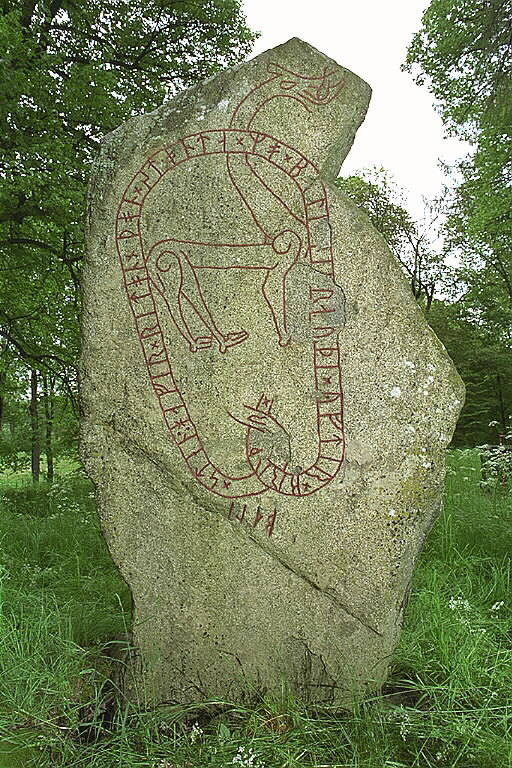
Vs 15, sida B

Translitterering av runraden:
§A × higulfr × lit × kira × merki × þisa × at × knut × faþur san × uk × kuþlug·u × ksistur × hanis × bali × riti × istaen × bali ¤ knutr × 
§B × sten : hafir × riton × þon × stonta × mo × bali (h)i- rauþi × yftir × bruþ[u]r × bali
Normalisering till runsvenska:
§A Hægulfʀ let gæra mærki þessa at Knut, faður sinn, ok Guðlaugu, systur hans. Balli retti stæin. Balli. Knutr. 
§B Stæin hafiʀ rettan, þann standa ma, Balli hi[nn] ʀauði æftiʀ broður. Balli.
Översättning till nusvenska:
Hägulv lät göra detta minnesmärke efter Knut, sin fader, och efter Gudlög, hans syster. Balle reste stenen. Balle. Knut. Stenen har upprest, som stånda skall, Balle den röde efter brodern. Balle.
- Vs 15, sida A
- Vs 15, sida B